# Johann Michael Juncker
Johann Michael Juncker (* 1640; † 1676 in Heilbronn) war ein südwestdeutscher Kunstmaler aus der Zeit des Frühbarock.

## Leben
Juncker war der Sohn des gräflich-langenburgischen Gerichts- und Amtsschreibers Michael Juncker. Seine Lehrzeit begann etwa 1653/54. 1664/65 war er im Stuttgarter Schloss und im Stuttgarter Lusthaus als Maler tätig. Er kam 1665 nach Heilbronn, wo er am 26. Oktober 1665 das Bürgerrecht erhielt und am 15. Januar 1666 Maria Magdalena Calw († 1680), Nichte des Bürgermeisters Sebastian Calw, heiratete. Das Paar lebte in beschränkten finanziellen Verhältnissen, so dass Juncker zur Abverdienung des Wachtgeldes Porträts von Heilbronner Räten fertigte, von denen sich jedoch keines erhalten hat. Für die Heilbronner Kilianskirche schuf er das Tafelbild Der barmherzige Samariter (1673/76). Ebenfalls in Heilbronn entstand das Gemälde Eitelkeit der Welt, das sich 1695 im Besitz des Herzogs Carl Rudolf befand. In seiner Werkstatt hatte er zwei Lehrlinge: von 1666 an Hans Konrad Schmüger und von 1672 an auch Jörg Ferdinand Gaillard. Juncker starb im Alter von 36 Jahren in Heilbronn und wurde am 15. September 1676 begraben. Juncker hatte vier Töchter, von denen eine früh starb und zwei weitere möglicherweise nach auswärts heirateten, so dass nur die Tochter Maria Regina († 1742) weiter in Heilbronn belegt ist, wo sie Pfarrersfrau war.